# Terra roxa

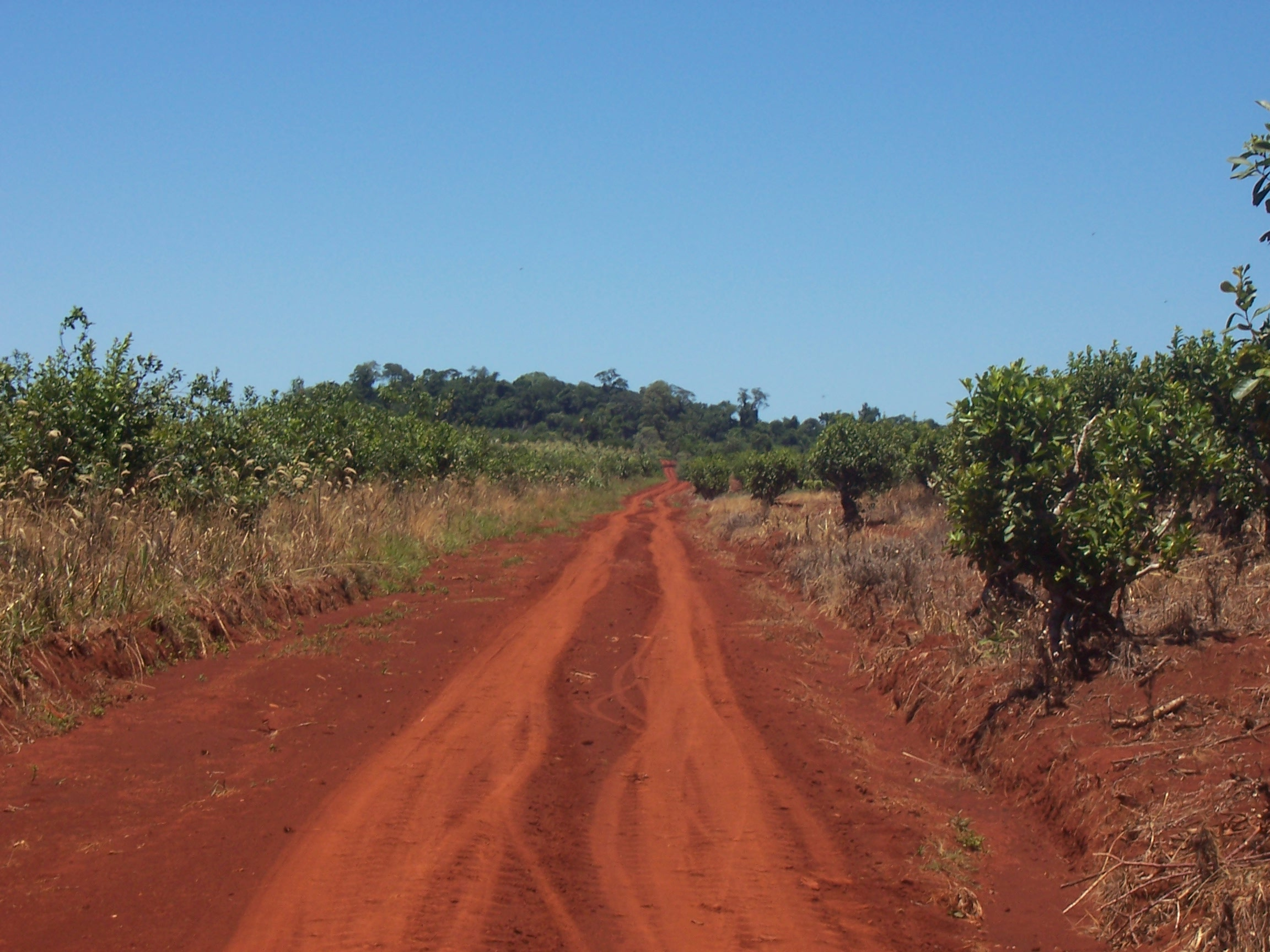
Terra vermelha na Província de Misiones, na Argentina

O latossolo roxo, também conhecido por terra roxa, é um tipo de solo avermelhado muito fértil, caracterizado por ser o resultado de milhões de anos de decomposição de rochas basálticas. Essas rochas basálticas, pertencentes à Formação Serra Geral, se originaram do maior derrame vulcânico que o planeta já presenciou, causado pela separação do antigo supercontinente Gondwana nos atuais continentes América do Sul e África, na Era Mesozóica. É caracterizado pela sua cor avermelhada inconfundível, devida à presença do mineral magnetita, um óxido de ferro.
O nome "terra roxa" é um equívoco. Os imigrantes italianos que trabalhavam nas fazendas de café referiam-se ao solo pelo nome terra rossa, já que rosso em italiano significa "vermelho". Os brasileiros aportuguesaram o termo italiano, então, para "terra roxa".
No Brasil, esse tipo de solo aparece na metade norte do estado do Rio Grande do Sul, nas porções ocidentais de Santa Catarina, Paraná, São Paulo, sul e sudoeste de Minas Gerais, em todo o sul e leste de Mato Grosso do Sul, além de Goiás e outros estados do Centro-Oeste destacando-se, sobretudo, nos últimos quatro estados por sua qualidade. Historicamente falando, esse solo teve muita importância, já que, no Brasil, durante o fim do século XIX e o início do século XX, foram plantadas nestes domínios grandes lavouras de café, fazendo com que surgissem várias ferrovias e propiciando o crescimento de cidades como Maringá e Londrina no Paraná, Ribeirão Preto, Jaú e Campinas em São Paulo e Dourados no Mato Grosso do Sul, além de Passo Fundo no Rio Grande do Sul (nesta última inclusive o solo é homenageado no maior estádio local). Atualmente, além do café, são plantadas outras culturas, como algodão, cana-de-açúcar e laranja.
O solo de "terra roxa" também existe na Argentina, onde é conhecida como tierra colorada ("terra vermelha"). Está bastante presente nas províncias de Misiones e Corrientes.